# Google-Effekt
Der Google-Effekt, auch Digitale Amnesie genannt, ist die Tendenz, Informationen zu vergessen, die mit Hilfe von Internet-Suchmaschinen leicht online gefunden werden können.
Eine erste Studie zum Google-Effekt wurde im Juli 2011 veröffentlicht. Die Autoren zeigten, dass es weniger wahrscheinlich ist, dass sich Menschen an bestimmte Details erinnern, von denen sie glauben, dass sie online zugänglich sein werden. Die Studie behauptet jedoch auch, dass die Fähigkeit der Menschen, Informationen offline zu lernen, gleich bleibt. Dieser Effekt kann auch als eine Änderung darüber angesehen werden, welche Informationen und welcher Detaillierungsgrad als wichtig erachtet wird.
Es ist umstritten, ob ein solcher Effekt existiert. Eine spätere Studie von 2018 konnte die ursprünglichen Ergebnisse nicht replizieren.